# Porsche 963
Porsche 963 — гоночный автомобиль, разработанный Porsche и построенный Multimatic. О разработке нового гоночного автомобиля класса LMDh было объявлено 16 декабря 2020 года.

## История создания
Автомобиль спроектирован в соответствии с регламентом классов LMDh (Le Mans Daytona Hybrid) и GTP (Grand Touring Prototype) для гонок Чемпионата мира по гонкам на выносливость и чемпионата IMSA WeatherTech SportsCar Championship. Как и в случае с RS Spyder, Porsche изначально тесно сотрудничает с командой Penske при использовании автомобиля. Гоночный автомобиль оснащён 4,6-литровым битурбированным двигателем V8, который является дальнейшим развитием двигателя RS Spyder. Подобный двигатель уже был доступен в суперкаре 918.
Автомобиль был публично представлен 24 июня 2022 года на Фестивале скорости в Гудвуде. Вскоре после этого на гоночной трассе Себринг состоялись первые публичные тесты. Первыми клиентами, выбравшими автомобиль, стали британская команда JOTA Sports и американская команда JDC MotorSports. Другая клиентская команда, Proton Competiton, соревновалась на этом автомобиле в 6-часовой гонке в Монце в 2023 году.

## История выступлений
На третьем этапе сезона чемпионата IMSA SportsCar Championship в Лонг-Бич гонщики Матье Жамине и Ник Тэнди одержали свою первую победу в общем зачёте на Porsche 963.
Пара Жамине/Тэнди также завершил пятый этап сезона в Уоткинс-Глен на первом месте в общем зачете, но впоследствии была оштрафована за нарушение правил, из-за чего заняла последнее место в классификации. Затем компания Porsche Penske Motorsport объявила протест, который был отклонён.
На восьмом этапе сезона на Роуд Америка пара Мэтта Кэмпбелла и Фелипе Насра также одержала общую победу.
В первом этапе чемпионата IMSA сезона 2024 года, «24 часа Дейтоны», экипаж заводской Porsche команды «Пенске» в составе Фелипе Насра, Джозефа Ньюгардена, Дейна Кэмерона и Мэтта Кэмпбелла одержал победу в общем зачёте.